# Carpintería

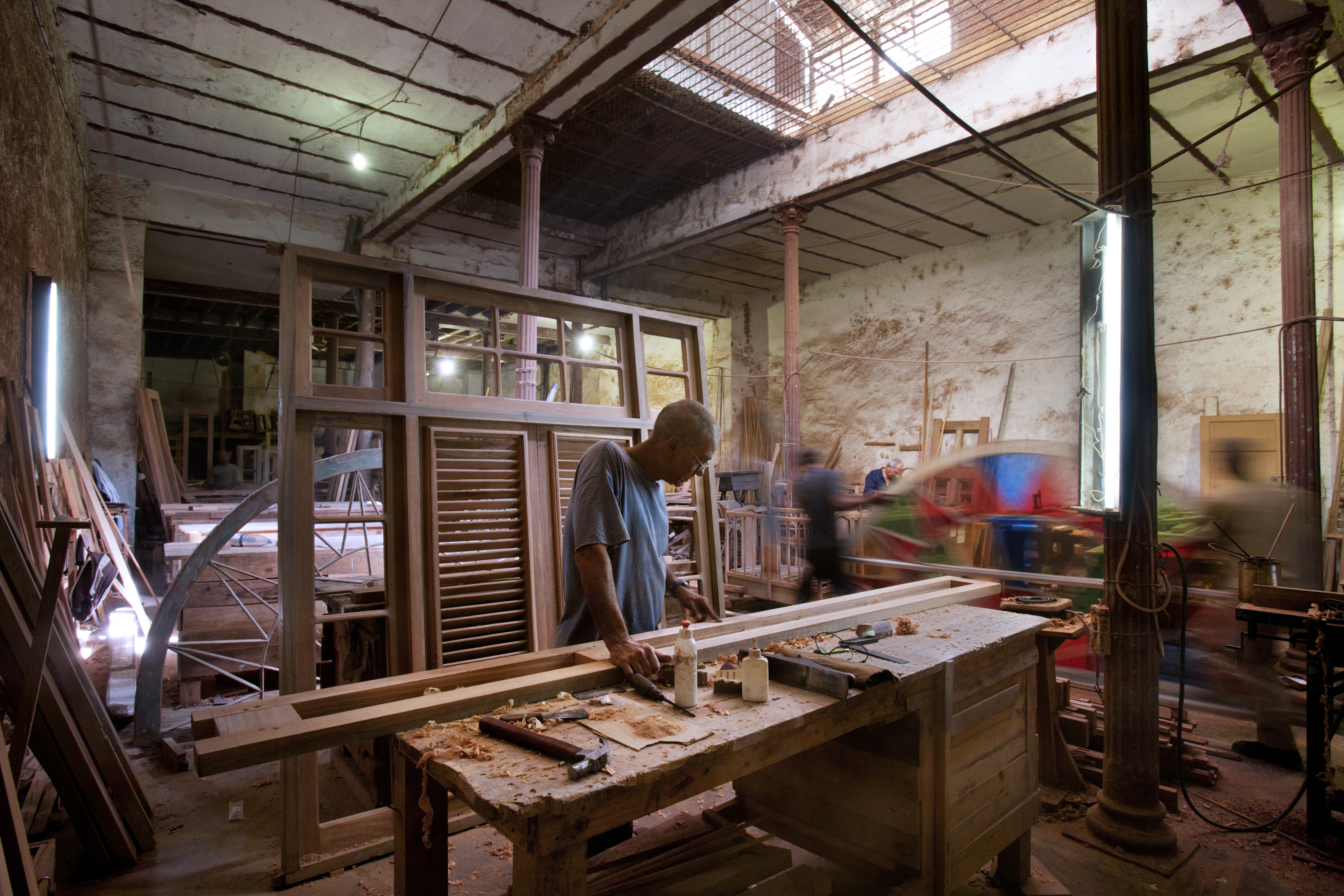
Trabajo en carpintería (La Habana, Cuba)

La carpintería es el oficio de trabajar y labrar la madera para crear objetos útiles y agradables al ser humano. Los productos suelen ser muebles como mesas, elementos de construcción como puertas, herramientas como martillos y otros. El trabajo sobre la madera incluye principalmente cortar, esculpir, pulir, unir, impermeabilizar y otros.
Por derivación, también se denomina carpintería al taller o tienda del carpintero, y a la obra o trabajo ejecutado por este.

## Carpintero
La persona que trabaja en el oficio de la carpintería es el «carpintero». Su labor consiste en cortar, moldear y fabricar piezas de madera para la construcción de viviendas. Existe una carpintería del armar, destinada a la construcción de armazones; de taller, dedicada a puertas, ventanas y similares; y de mobiliario, cuyo objeto es elaborar muebles de hogar con maderas comunes. Mucho más especializadas fueron las carpinterías dedicadas a fabricar carruajes y embarcaciones, hoy en día casi desaparecidas al haber sido abandonado el uso habitual de la madera para construirlos. Por su parte, el ebanista es el carpintero especializado en la elaboración y diseño de muebles con maderas finas.
El trabajo de la madera es una de las actividades humanas más antiguas, por lo cual, cada cultura y región tiene diferentes maneras y herramientas para trabajar este material.

## Ebanistería artística
La fabricación de muebles y objetos decorativos en madera tuvo gran desarrollo en Europa a partir del Renacimiento, especialmente en Italia y Francia. Su mayor esplendor se alcanzó durante el Rococó, en Francia, durante el siglo XVIII. En esta época, la complejidad y refinamiento en la fabricación de muebles de lujo alcanzó un grado que nunca más fue superado.
En su origen, el término «ebanistería» se aplicó a la fabricación de mobiliario con madera finas, como el ébano o la caoba. La posterior evolución del oficio hizo que la palabra se aplicara a muebles confeccionados con distintos tipos de maderas, incluso las de menor calidad.
Actualmente, el oficio de ebanista consiste en la producción artesanal de muebles —al margen de la fabricación industrial en serie—, así como en la restauración de mobiliario antiguo, elaborado según las pautas de los siglos XVII y XVIII.

## Equipos
Las principales herramientas manuales son:
- Taladro o berbiquí, y brocas para madera
- Garlopa
- Gramil
- Gubia y formón
- Lija
- Regla y escuadra
- Falsa escuadra
- Lápiz
- Transportador
- Serrucho
- Tenaza
- Cepillo de carpintero
- Martillo

Herramientas eléctricas:
- Lijadora
- Sierra caladora
- Sierra circular
- Sierra de brazo radial
- Rebajadora

Máquinas para labrado de la madera:
- Sierras
- Serrucho de costilla
- Cepilladora
- Canteadora
- Trompo o tupí
- Escopleadora
- Espigadora
- Taladro
- Torno
- Segueta (sierra de marquetería)
- Madera laminada

Otros accesorios necesarios:
- Clavos
- Tornillo
- Barniz, lasur y laca
- Brocha
- Pegamento blanco
- Resanador para madera
- Azuela
- Prensa C
- Sargento (herramienta)
- Tubillones
- Lacas
- Maderos
- Grapas

Algunas de las principales operaciones en la carpintería son:
- Avellanado
- Barnizado
- Corte
- Taladrado
- Abocardado
- Lijado
- Perfilado
- Clavado
- Calibrado
- Armado o ensamble
- Sellador

## Presentación de la madera y sus derivados
La presentación de la madera se da en estado macizo o procesada.
En estado sólido encontramos:
- Madera maciza
  - Bloques
  - Tablas
  - Listones
- Chapa

Entre maderas procesadas encontramos:
- Enchapados
- Contrachapados
- Aglomerados
- Listonados
- Tableros DM (o MDF, por sus siglas en inglés).
- Trastos

## Maderas comunes
- Abeto - Abies sp.
- Algarrobo
- Pino - Pinus sp.
- Haya - Fagus sp.
- Teca - Tectona grandis
- Roble - Quercus sp.
- Cerezo
- Caoba
- Encina - Quercus sp.
- Álamo
- Jocha
- Ocume
- Maple
- Manzano - Malus sp.
- Nogal
- Primavera
- Ébano
- Ipé - Tabebuia sp.
- Palo de rosa
- Caoba
- Cumaru (madera dura)
- Garapa (madera dura)
- Cedro
- Ciprés - Cupressus sp.
- Anchico
- Pinotea
- Pino brasil
- Pino paraná
- Eucalipto (encofrados)
- Olivo - Olea sp.
- Quebracho rojo y blanco
- Tejo
- Tusca
- Vinal
- Paraíso
- Sauce - Salix sp.

## Carpintería metálica
Originalmente, una de las principales manufacturas en la carpintería eran las puertas y ventanas. Debido a la aparición de nuevos materiales para la elaboración de puertas y ventanas, desde fines del siglo XIX, la de madera se ha ido sustituyendo por metales como el aluminio o elementos sintéticos, como el PVC. Entonces los antiguos carpinteros que trabajaban con madera se especializaron en la realización de estas manufacturas, conocidas también como carpintería metálica, «carpintería de aluminio» y «carpintería de PVC».
El término de carpintería metálica es muy reciente y suele aplicarse a las empresas que se dedican a la fabricación y comercialización de productos de acero, hierro, aluminio, cobre, latón, bronce, cristal y plástico, principalmente.
Perfiles especiales en la carpintería metálica son: tubos, algunos perfiles en L, pletinas-perfiles en U, perfiles en T, perfiles en H y cuadradillos. También se consideran empresas de carpintería metálica las que realizan trabajos de puertas y rejas de hierro, lámparas, cerramientos, escaleras, barandillas, celosías, ventanas, toldos, persianas y marquesinas y forjado artístico, utilizándose cada vez más en el acondicionamiento de hogares y oficinas.
Las carpinterías metálicas también realizan trabajos como construcción de estructuras metálicas y naves industriales. Los principales clientes de los carpinteros metálicos son la construcción, industria, sector agrario, decoración y hogar, a los que se suelen realizar trabajos como cerramiento integral de la vivienda, persianas enrollables laminadas o extrusionadas de seguridad, cajones de registro laminados, extrusionados, PVC y de rotura térmica, contraventanas de lamas orientables, mosquiteras, accesorios de accionamiento, etc.